# Teverener Heide
Die Teverener Heide, von 1968 bis 1993 als Standortübungsplatz verwendet, ist heute ein Naturschutzgebiet im Kreis Heinsberg in Nordrhein-Westfalen.

## Lage
Die Teverener Heide erstreckt sich auf einer Fläche von ungefähr 4,5 km² westlich des Ortes Teveren im südlichen Kreis Heinsberg entlang der deutsch-niederländischen Grenze und bildet gemeinsam mit den nahegelegenen Naturschutzgebieten Rodebach und der Brunssummerheide den Heidenaturpark. Auf deutscher Seite grenzen die Städte Geilenkirchen und Übach-Palenberg sowie die Gemeinde Gangelt an das Gebiet, das seit 2008 Teil des Projekts Grünmetropole ist. Auf niederländischer Seite liegt die Stadt Brunssum.
Nördlich der Heide befindet sich die NATO-Airbase Geilenkirchen, der Heimatflugplatz des NATO-E-3A-Verbandes mit seinem Frühwarnsystem AWACS.

## Geschichte
- 1977 – Ernennung zum Naturschutzgebiet[4]
- 2001 – Beitritt zum europäischen Netzwerk „Natura 2000“[4]
- 2003 – Eingliederung in den Heidenaturpark mit Rodebach und Brunssummerheide[5]
- 2008 – Eingliederung in die Grünmetropole[3]

## Natur
Die Teverener Heide besticht durch ein wechselndes Bild von Heide, Moor und Wald. Zudem findet der Besucher dort zahlreiche Seen, die durch den Abbau von Sand und Ton im 20. Jahrhundert entstanden sind.
Die Heide bietet einen guten Lebensraum für viele zum Teil seltene Pflanzen und Tierarten, darunter 
- Schlingnatter
- Heidelerche
- ca. 40 Libellenarten
- Blauflügelige Ödlandschrecke
- Sonnentau

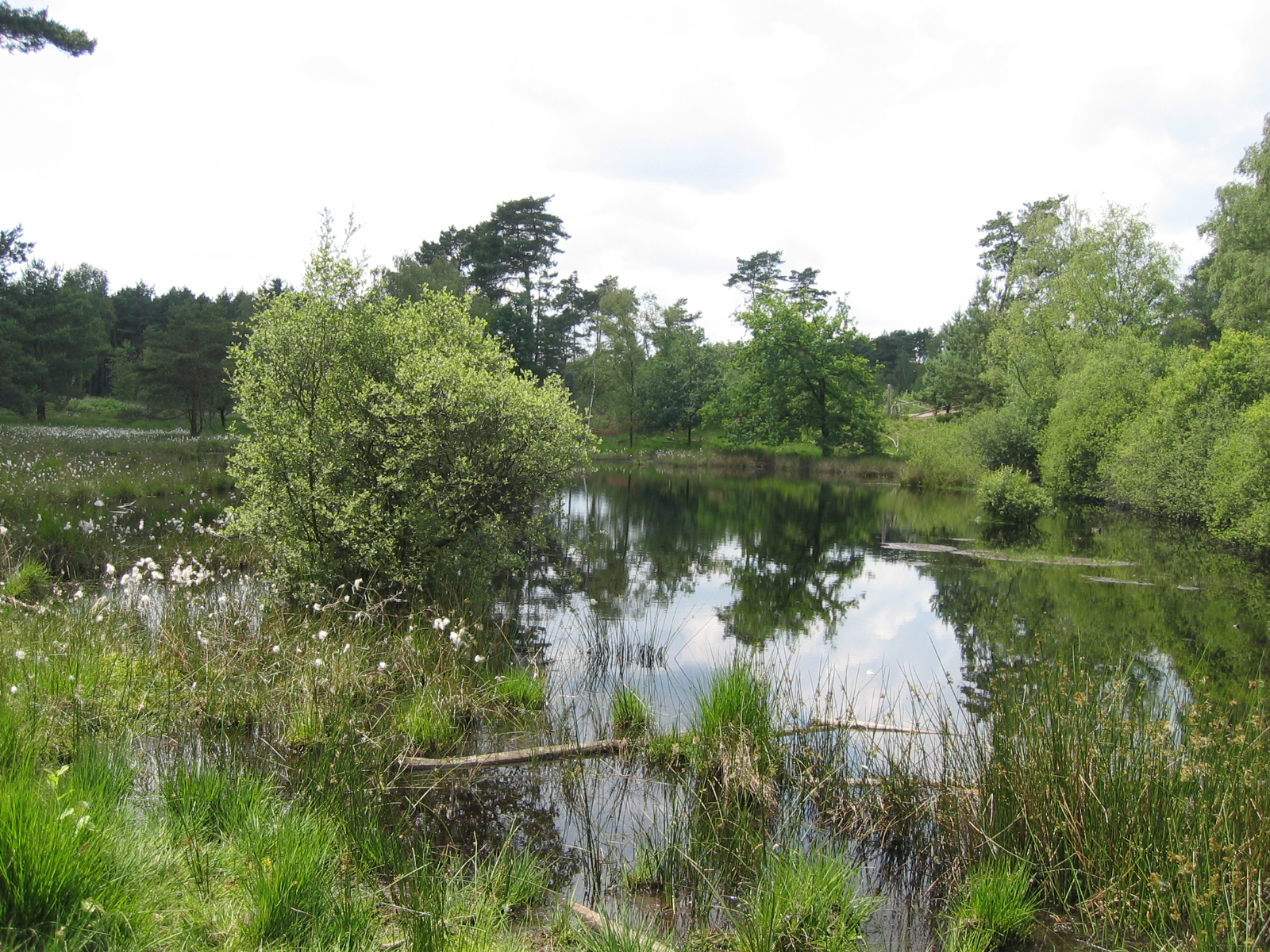
Heidemoortümpel mit Wollgrasvorkommen
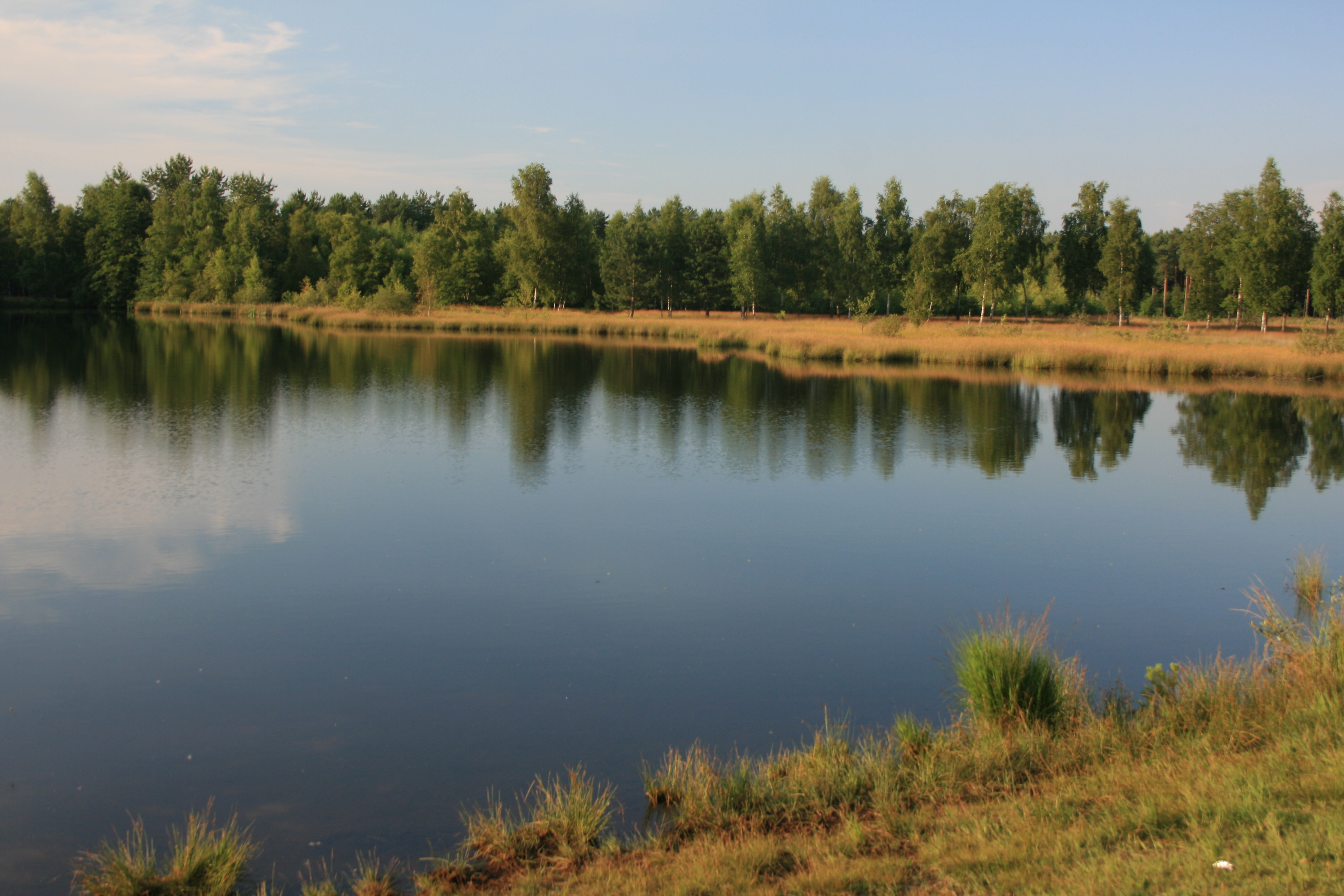
Christopherussee in der Teverener Heide
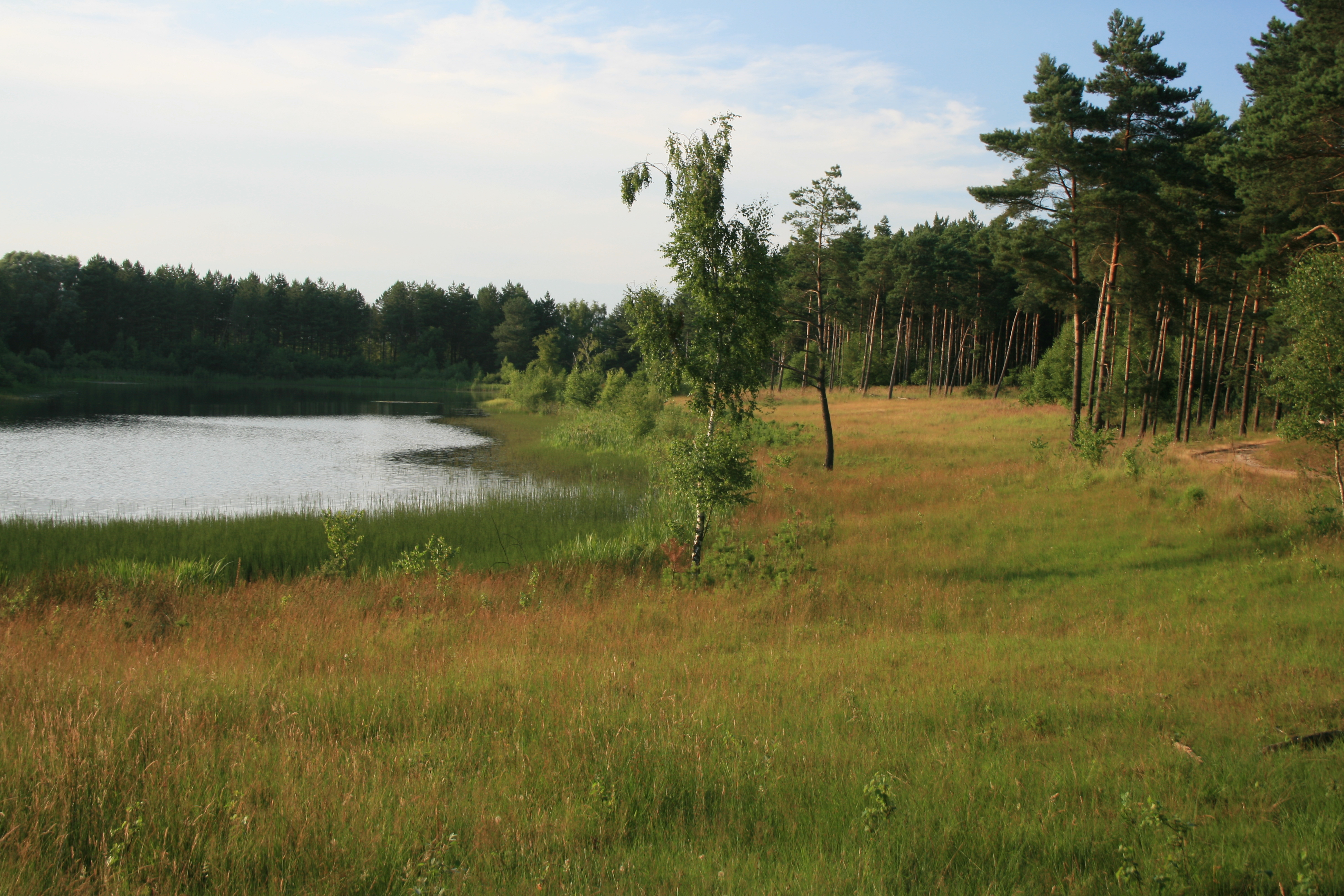
Kiefernsee in der Teverener Heide
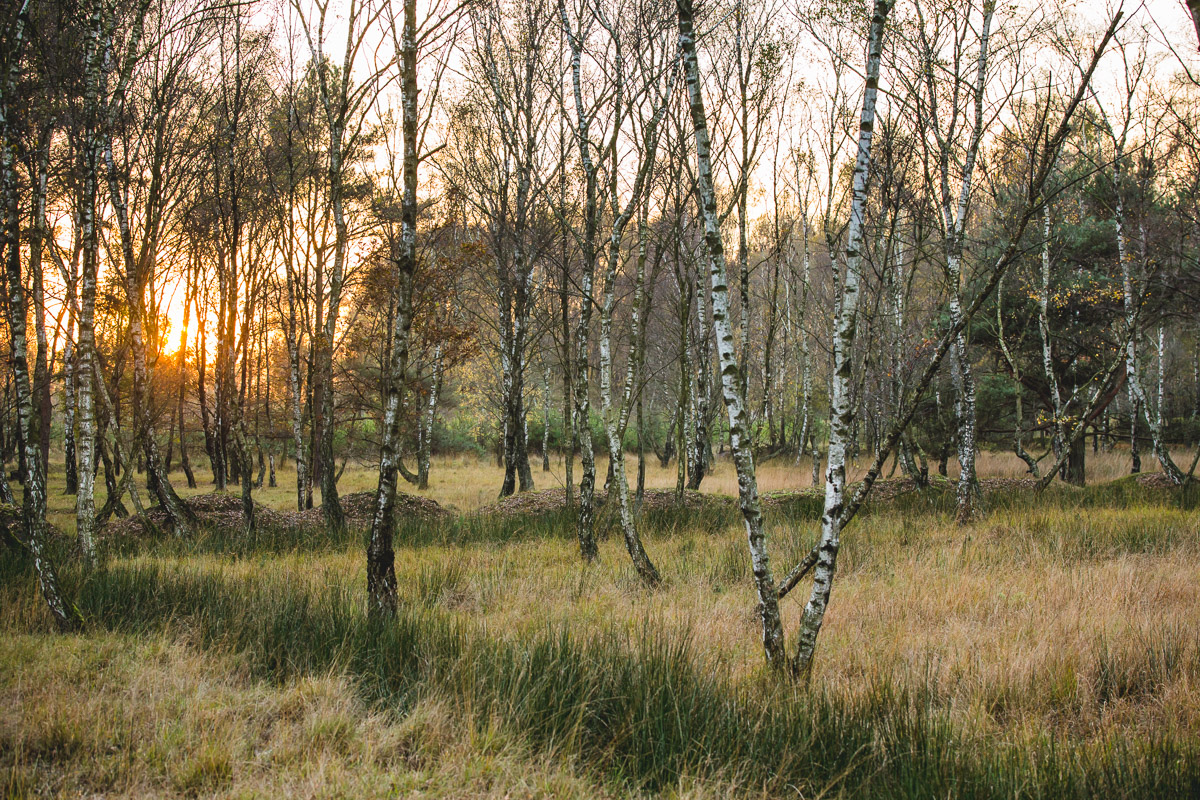
Typischer Birkenbestand

## Besucher
Neben zahlreichen Zugangsmöglichkeiten gibt es drei zentrale Parkplätze am Heiderand:
- Grotenrath (Stadt Geilenkirchen)
- Scherpenseel (Stadt Übach-Palenberg)
- Hohenbusch (Gemeinde Gangelt)

Ausgehend von den Parkplätzen führen verschiedene farblich markierte Wanderwege, Radrouten und Reitwege durch das Gebiet.
Errichtete Aussichtspunkte und etwa ein Dutzend Hinweistafeln bieten dem Besucher einen Einblick in die unberührte Natur jenseits der befestigten Wege.